# Хиросэ, Сатоси
Сатоси Хиросе (яп. 廣瀬敏; род. 17 марта 1976 в префектуре Исикава, Япония) — бывший японский профессиональный шоссейный велогонщик.

## Достижения
2003
1-й  Тур Хоккайдо
1-й Этап 3
2006
1-й Этап 4 Хералд Сан Тур
2-й Тур Хайнаня
Азиатские игры
3-й  Командная гонка
2007
1-й Этап 7 Тур Тайваня
4-й Тур Окинавы
9-й Тур Ирана
Азиатские игры
5-й Групповая гонка
6-й Индивидуальная гонка
2008
2-й Тур Кумано
1-й Этап 1
10-й Тур Гонконга